# Bahía Frida
Bahía Frida (en inglés: Frida Hole) es una pequeña bahía que se encuentra a 0.5 millas náuticas (1 km) al sureste de Puerto Coal, a lo largo de la costa sur y cerca del extremo oeste de la isla San Pedro del archipiélago de las islas Georgias del Sur. Probablemente fue nombrado por los primeros balleneros o selladores que utilizaban la bahía como un anclaje.